# 山岡健人
山岡 健人（やまおか たけひと、1959年1月20日 - ）は、日本の経営者。ヤンマー社長兼会長を務めている。兵庫県出身。

## 経歴
1982年に慶應義塾大学法学部を卒業し、同年にヤンマーディーゼルに入社。
1990年に取締役に就任し、1996年6月には常務に就任し、1998年6月に社長に昇格。
2012年6月には会長も兼任。